# Vladimir Alekno
Vladimir Romanovič Alekno (in russo Влади́мир Рома́нович Але́кно?; Polack, 4 dicembre 1966) è un allenatore di pallavolo ed ex pallavolista russo.
Giocava nel ruolo di centrale. Allena lo Zenit-Kazan.

## Carriera

### Giocatore
La carriera di Vladimir Alekno inizia nel CSKA Minsk, club partecipante al campionato sovietico; nella stagione 1984-85 passa al CSKA Mosca, dove in tre anni vince tre edizioni del campionato sovietico, una Coppa dell'Unione Sovietica, due Coppe dei Campioni e una Supercoppa europea. Terminata l'esperienza moscovita torna al CSKA Minsk per altre tre stagioni, seguite da un campionato col Levski-Spartak.

Alekno (in piedi, primo da destra) alla Marconi nella stagione 1993-1994

Nel 1992 arriva in Italia, dove disputa due tornei di Serie A2, il primo con la Voluntas Asti e il secondo con la Marconi di Spoleto, per poi trasferirsi in Francia al Cannes: qui vince il campionato e la coppa nazionale, prima di essere ingaggiato dal Tours, società in cui gioca per quattro anni, diventandone prima allenatore-giocatore e infine assumendo esclusivamente l'incarico di allenatore dalla stagione 2001-01.

### Allenatore
Nella sua prima esperienza da allenatore con il Tours Volley-Ball ottiene due importanti successi, che sono anche i primi per la società francese: la Coppa di Francia 2002-03 e il campionato 2003-04, al termine del quale torna in patria per allenare il Volejbol'nyj klub Dinamo Moskva. Nei tre anni trascorsi a Mosca vince la Superliga 2005-06 e la Coppa di Russia 2006.
Nel biennio successivo, dal 2007 al 2008, assume la guida della nazionale maschile della Russia, portandola alla medaglia d'argento agli europei casalinghi del 2007, oltre che nella World League e nella Coppa del Mondo; alle Olimpiadi di Pechino 2008 arriva invece la medaglia di bronzo.
Dal 2008-09 lascia la nazionale, diventando allenatore del Volejbol'nyj klub Zenit-Kazan' e riuscendo a conquistare diversi trofei in ambito nazionale, fra cui tre campionati e una Coppa di Russia. Nel 2010 torna a guidare la nazionale, mantenendo comunque il doppio incarico: in tre anni porta la squadra ai vertici mondiali, vincendo la World League, la Coppa del Mondo e soprattutto l'oro olimpico a Londra 2012; dopo questo successo abbandona nuovamente la guida tecnica della selezione russa per il troppo stress. Nel frattempo con il club di Kazan' continua a ottenere successi importanti, aggiungendo al proprio palmarès altri sei campionati, cinque Coppe nazionali, sette Supercoppe russe, cinque Champions League (di cui quattro consecutive) e il Mondiale per club 2017.
Dal 17 luglio 2015 torna per la terza volta alla guida della Russia in seguito alle dimissioni di Andrej Voronkov, rimanendo in carica fino al novembre del 2016.

## Palmarès

### Giocatore
- Campionato sovietico: 3

1984-85, 1985-86, 1986-87
- Campionato francese: 1

1994-95
- Coppa dell'Unione Sovietica: 1

1985
- Coppa di Francia: 1

1994-95
- Coppa dei Campioni: 2

1985-86, 1986-87
- Supercoppa europea: 1

1987

### Allenatore

#### Club
- Campionato francese: 1

2003-04
- Campionato russo: 10

2005-06, 2008-09, 2009-10, 2010-11, 2011-12, 2013-14, 2014-15, 2015-16, 2016-17, 2017-18
- Coppa di Francia: 1

2002-03
- Coppa di Russia: 7

2006, 2009, 2014, 2015, 2016, 2017, 2018
- Campionato mondiale per club: 1

2017
- Supercoppa russa: 7

2010, 2011, 2012, 2015, 2016, 2017, 2018
- Champions League: 5

2011-12, 2014-15, 2015-16, 2016-17, 2017-18

#### Premi individuali
- 2017 - CEV: Allenatore dell'anno di squadra maschile